# Liste der Innen- und Kultusminister von Bhutan
In der folgenden Liste sind alle Innen- und Kultusminister von Bhutan dargestellt, die das Innen- und Kultusministerium des Königreich Bhutan geleitet haben, seitdem es 1968 zunächst als Innenministerium (Ministry of Home Affairs) eingerichtet wurde.
Angesichts der steigenden Zahl von Entwicklungsaktivitäten hatte die Nationalversammlung in ihrer 28. Sitzung am 20. Mai 1968 die Notwendigkeit erkannt, einen Ministerrat einzurichten, und berief Lyonpo Tamzing Jagar zum ersten Innenminister (Kidu Lyonpo). 
Im Jahr 2004 wurde die Kommission für kulturelle Angelegenheiten (Commission of Cultural Affairs) mit dem Innenministerium zusammengelegt und das Ministerium in Innen- und Kultusministerium (Ministry of Home and Cultural Affairs) umbenannt.
| Nr. der Amtszeit | Name                       | Amtsantritt | Amtsende  |
| ---------------- | -------------------------- | ----------- | --------- |
| 1.               | Lyonpo Tamzig Jagar        | 1968        | 1985      |
| 2.               | HRH Prinz Namgyal Wangchuk | 1985        | 1991      |
| 3.               | Lyonpo Dago Tshering       | 1991        | 1998      |
| 4.               | Lyonpo Thinley Gyamtsho    | 1998        | 2003      |
| 5.               | Lyonpo Jigme Y. Thinley    | 2003        | 2007      |
| 6.               | Lyonpo Minjur Dorj         | 2008        | 2013      |
| 7.               | Lyonpo Damcho Dorji        | 2013        | 2015      |
| 8.               | Lyonpo Dawa Gyeltshen      | 2015        | 2018      |
| 9.               | Lyonpo Sherup Gyeltsen     | 2018        | 2021      |
| 10.              | Lyonpo Ugyen Dorji         | 2021        | amtierend |